# أنتال سزينتميهالي
أنتال سزينتميهايلي (بالمجرية: Szentmihályi Antal)‏ ، من مواليد 13 يونيو 1939 ، لاعب كرة قدم هنغاري سابق.
لعب مع منتخب هنغاريا لكرة القدم.

## روابط خارجية
- أنتال سزينتميهالي على موقع الاتحاد الدولي (مؤرشف)  (الإنجليزية)
- أنتال سزينتميهالي على موقع قاعدة بيانات كرة القدم.إي يو (الإنجليزية)
- أنتال سزينتميهالي على موقع ناشيونال فوتبول تيمز (الإنجليزية)
- أنتال سزينتميهالي على موقع أوليمبيديا (الإنجليزية)